# Burgstall Rottenburg
Der Burgstall Rottenburg ist eine abgegangene mittelalterliche Höhenburg auf etwa 475 m ü. NHN, die anstelle des heutigen Bergfriedhofes der Stadt Rottenburg an der Laaber im Landkreis Landshut auf dem Hofberg stand.
Von der ehemaligen Burganlage ist nichts mehr erhalten. Heute ist der Burgstall als Bodendenkmal D-2-7238-0198 vom Bayerischen Landesamt für Denkmalpflege mit der Beschreibung „untertägige mittelalterliche und frühneuzeitliche Befunde im Bereich des Burgstalls mit abgegangenem Schloss von Rottenburg a.d. Laaber“ erfasst.

## Geschichte
Bereits um die Zeitenwende bauten die Römer auf dem Hofberg eine Wachanlage, um die Römerstraße nach Regensburg zu schützen. Darauf weist heute noch der Straßenname Römerweg hin.
Nach bajuwarischen und germanischen Landnahmen in den kommenden Jahrhunderten baute ein Graf Rodolt oder Rodin aus dem einflussreichen Geschlecht der Ebersberger die Überreste der römischen Anlage zu einer Burg aus. Als 1045 das Geschlecht Sempt und Ebersberg ausstarb, übernahmen die Herren und späteren Grafen von Roning das Erbe. Graf Otto, der die Zweiglinie Roning-Rottenburg begründete, baute um 1100 die Burg bezüglich Verteidigung und Wohnraum aus, um sie auch selbst zu bewohnen. Mit dem Tod von Graf Konrad III. 1180 starb die Linie aus, was blutige Erbstreitigkeiten zur Folge hatte. Diese entschied das Geschlecht der Moosburger für sich und baute die Burg zu einer mächtigen Veste aus. Nach dem Aussterben der Grafen von Moosburg-Rottenburg 1279 gingen die Veste Rottenburg und das Umland in den Besitz des Wittelsbacher Herzogs Heinrich von Niederbayern über. In der Folgezeit erlangte Rottenburg durch seine Lage an der neu gebauten Verbindungsstraße zwischen den Herzogsstädten Landshut und Kelheim Bedeutung, sodass sich ausgehend von einer herzoglichen Taverne im 15. Jahrhundert viele Handwerker ansiedelten. 1378 ging das Marktrecht von Roning an Rottenburg über.
Mit dem Dreißigjährigen Krieg begann der Niedergang der Veste Rottenburg. 1632 wurde die Burg von den Schweden bis auf den Bergfried niedergebrannt. 1669 und 1681 kam es zu weiteren Brandkatastrophen. Um 1800 wurde schließlich der standhafte Bergfried im Rahmen der „Entburgung“ abgetragen, um die Straße nach Landshut zu pflastern. Damit verschwand das letzte Stück der Burg aus dem Ortsbild von Rottenburg.